# Jean-Charles François

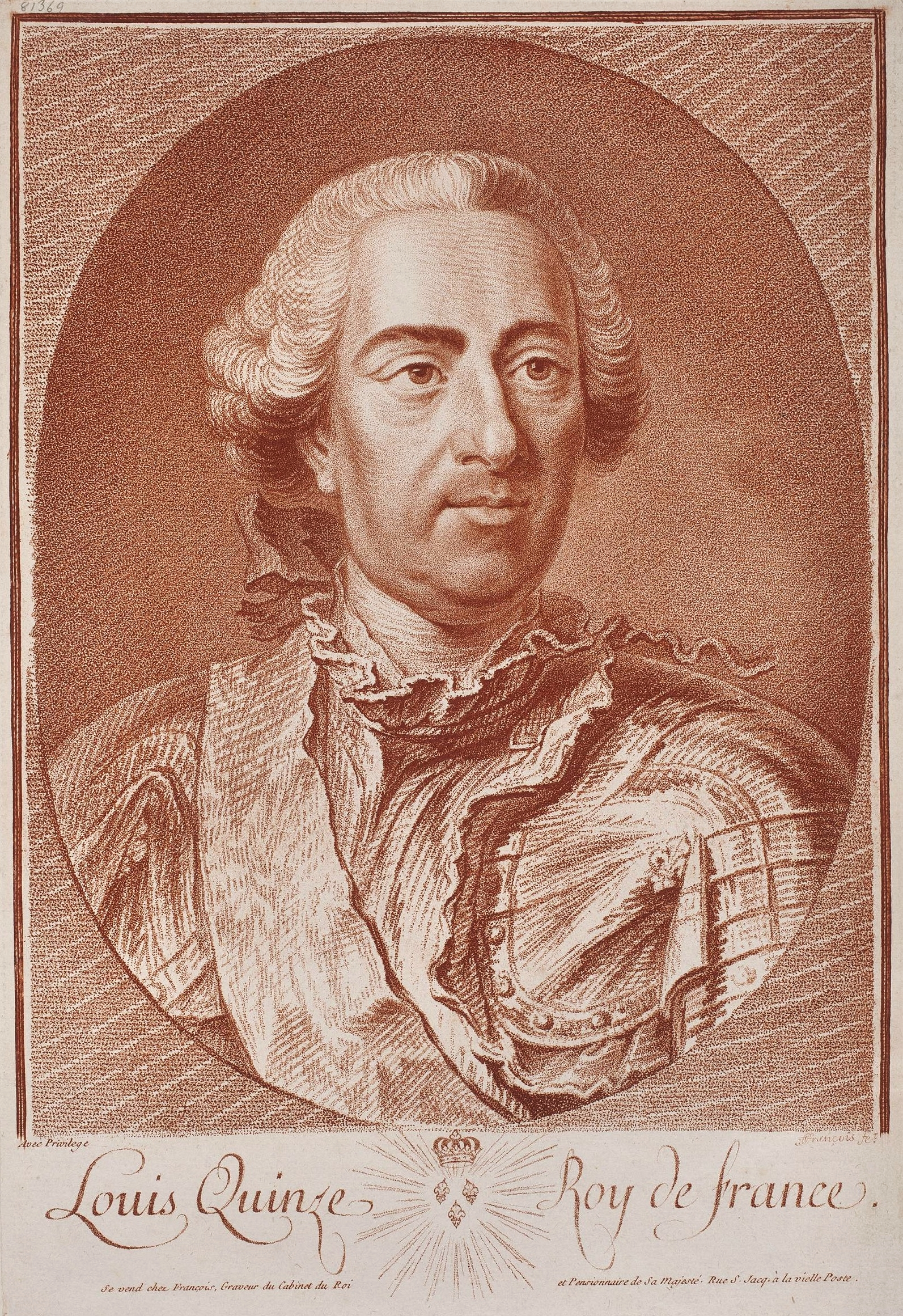
Luis XV de Francia (1758), Museo Nacional de Varsovia

Jean-Charles François (Nancy, 4 de mayo de 1717-París, 22 de marzo de 1769) fue un grabador francés. 

## Biografía
Fue un gran innovador en el terreno del grabado: combinó el barniz blando y el rodillo en lo que llamó «grabado al estilo del lápiz», e intentó una aguada de aguafuerte al pincel cercana ya a la aguatinta, método que perfeccionó Jean-Baptiste Le Prince.
Fue pensionado por Luis XV, quien lo empleó asiduamente. Sus obras más conocidas representan al rey y la reina, Pierre Bayle, Erasmo de Róterdam, John Locke y Nicolas Malebranche.